# Alas rotas
Alas rotas es una película española dirigida por Carlos Gil en el año 2002.

## Argumento
Carlos Ayala es un joven piloto, comandante del Ejército del Aire y miembro de la prestigiosa Patrulla Águila de la que también forma parte su hermano Luis. La vida de Carlos gira alrededor de su pasión por volar que ocupa prácticamente todo su tiempo. El piloto está casado con Laura, una atractiva médico forense, y tiene un hijo de temprana edad. Su trabajo transcurre entre la base y los potentes aviones que pilota, protagonizando arriesgadas maniobras que ponen a prueba su destreza y en las que el trabajo en equipo con el resto de pilotos que forman el escuadrón determina el éxito o el fracaso de cada movimiento. Un ligero fallo puede poner en peligro no solo su vida sino la de sus compañeros. Por ello, la existencia del protagonista cambia radicalmente cuando descubre que padece una enfermedad cuyos síntomas afectan tanto a su vida privada como a su profesión.